# Cirkus Miehe
Cirkus Miehe var et dansk cirkus (cirka 1868 til 1958) ledet af Miehe-slægten.
Cirkusset var oprindeligt ledet af Heinrich Christian August Miehe, der var indvandret fra Braunschweig.
Hans datter Dora Miehe overtog lederskabet af cirkusset sammen med sin anden mand August Louis Herman Pfänner (1871–1922).
Det blev under Dora Miehe et førende dansk cirkus.
Som barn tilbragte skuespilleren Louis Miehe-Renard sine ferie med Cirkus Miehe.
Under pseudonymet Cirkus Rieger skildrede Johannes V. Jensen Cirkus Miehe med baggrund i erindringer fra da han så det familiedrevede cirkus gæste en bondeby i 1800-tallet. "Hos 'Duedronningen'" fra 1940 er forfatterens senere beretning om cirkusset.
Også Herman Bang, P.S. Krøyer og Holger Drachmann som skuespilforfatteren blev inspireret af Cirkus Miehe.